# Río Reca
El río Reca  es un curso natural de agua que fluye en el sector precordillerano de la comuna de Panguipulli, en la Región de los Ríos, Chile.

## Trayecto
El río Reca nace en la ladera occidental de la Sierra de Quinchilca. Posee un largo recorrido que se inicia en esta sierra en dirección norte sur, cerca del caserío de Toledo fluye en dirección hacia el oeste, para luego descender en dirección suroeste pasando por el caserío de Reca, cruza la ruta internacional 203 CH antes de verter sus aguas en el sector noreste del Lago Panguipulli.